# Cathy Guisewite

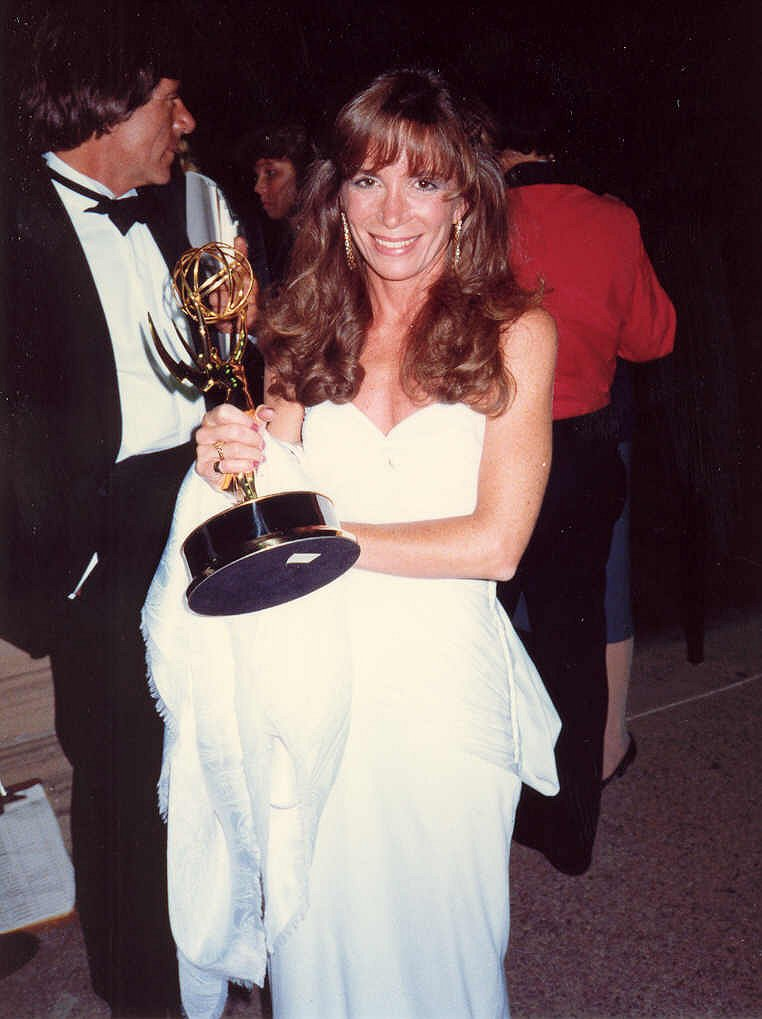
Cathy Guisewite (1987)

Cathy Lee Guisewite (* 5. September 1950 in Dayton (Ohio)) ist eine US-amerikanische Comiczeichnerin.
Guisewite wuchs in Midland (Michigan) auf und war auf der Midland High School und danach auf der University of Michigan in Ann Arbor. 1972 machte sie ihren Bachelor in Englisch.
Sie zeichnete seit 1976 den Comic-Strip Cathy, welcher humoristische Alltagsgeschichten im Leben einer modernen Frau thematisiert. Ende der 1980er Jahre gab es sogar 3 Zeichentrick-TV-Specials mit Cathy, wofür Guisewite einen Emmy erhielt.
Am 3. Oktober 2010 erschien die letzte Folge von Cathy nach 34 Jahren.
Cathy Guisewite war von 1997 bis 2011 mit dem Regisseur und Drehbuchautor Christopher Wilkinson in Los Angeles, Kalifornien verheiratet, mit dem sie eine gemeinsame Tochter hat.

## Preise & Auszeichnungen (Auswahl)
- 1987: Emmy für Cathy TV-Special
- 1992: Reuben Award für Cathy